# Nuoto ai Giochi della II Olimpiade - 200 metri ostacoli

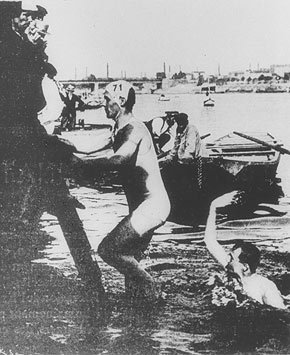
Fred Lane, dopo aver vinto la medaglia d'oro

I 200 metri ostacoli erano una delle sette gare del programma di nuoto dei Giochi della II Olimpiade di Parigi. Consisteva nell'arrampicarsi su una pertica, superare una fila di barche e poi ritornare nuotando sotto le barche; tre dunque erano gli ostacoli da superare.
Questa disciplina fu presente solo in queste Olimpiadi; si disputò tra l'11 e il 12 agosto 1900. Vi parteciparono dodici nuotatori, provenienti da cinque nazioni.

## Risultati
Il primo turno di divideva in tre semifinali, ad ognuna delle quali partecipavano quattro atleti. I due nuotatori più veloci di ogni semifinale si qualificavano per la finale; poterono prendere parte a questa anche i quattro atleti con il miglior tempo. Quindi dieci su dodici atleti iscritti poterono gareggiare nella fase finale. 

### Semifinali
Le semifinali si tennero l'11 agosto 1900.

#### I Semifinale
| Posizione | Atleta              | Paese         | Tempo  |
| --------- | ------------------- | ------------- | ------ |
| 1         | Fred Lane           | Australia     | 3'04"0 |
| 2         | Karl Ruberl         | Germania      | 3'06"3 |
| 3         | Frederick Stapleton | Gran Bretagna | 3'18"4 |
| 4         | Louis Marc          | Francia       | 3'29"2 |

#### II Semifinale
| Posizione | Atleta           | Paese         | Tempo  |
| --------- | ---------------- | ------------- | ------ |
| 1         | Otto Wahle       | Austria       | 2'26"0 |
| 2         | William Henry    | Gran Bretagna | 3'14"4 |
| 3         | Verbecke         | Francia       | 3'28"2 |
| 4         | Victor Hochepied | Francia       | 3'45"2 |

#### III Semifinale
| Posizione | Atleta            | Paese         | Tempo  |
| --------- | ----------------- | ------------- | ------ |
| 1         | Peter Kemp        | Gran Bretagna | 3'12"0 |
| 2         | Maurice Hochepied | Gran Bretagna | 3'13"2 |
| 3         | Joseph Bertrand   | Francia       | 3'28"2 |
| 4         | Fred Hendschel    | Stati Uniti   | 3'45"2 |

### Finale
La finale si tenne il 12 agosto. La finale è stata combattuta, con Lane che ha battuto Wahle di poco più di un secondo.
| Posizione | Atleta              | Paese         | Tempo  |
| --------- | ------------------- | ------------- | ------ |
|           | Fred Lane           | Australia     | 2'38"4 |
|           | Otto Wahle          | Austria       | 2'40"0 |
|           | Peter Kemp          | Gran Bretagna | 2'47"4 |
| 4         | Karl Ruberl         | Austria       | 2'51"2 |
| 5         | Frederick Stapleton | Gran Bretagna | 2'55"0 |
| 6         | William Henry       | Gran Bretagna | 2'58"0 |
| 7         | Maurice Hochepied   | Francia       | 2'58"0 |
| 8         | Verbecke            | Francia       | 3'08"4 |
| 9         | Jospeh Bertrand     | Francia       | 3'17"0 |
| 10        | Louis Marc          | Francia       | 3'30"6 |